# Скоморох
Скоморохите са странстващи средновековни актьори в Русия и други източнославянски земи.
Те пеели, танцували, свирили на музикални инструменти и пишели музика. Репертоарът им включвал шутови песни и драматични и сатирични етюди (глуми), изпълнявани под съпровода на домри, балалайки, гудоци, гайди и тамбурини.
Излизали по улиците и площадите на градовете и забавлявали зрителите, като понякога ги въвличали в играта си. Раждането на руския куклен театър е пряко свързван с представленията на скоморохите.
Появяват се в Киевска Рус не по-късно от средата 11 век. Църквата често ги мъмрила, тъй като ги смятала за непочтителни и отклоняващи народа от богопочитането. По време на монголското владичество в Русия преследването на скоморохите става особено ожесточено. Достигат разцвет около 15-17 век.